# Johann Peter Kirsch
Johann Peter Kirsch, né à Dippach (Luxembourg) le 3 novembre 1861, mort à Rome (Italie) le 4 février 1941, est un docteur en théologie et historien.

## Biographie
De 1888 à 1890, il dirige l'Institut d'histoire de la société Görres à Rome.
De 1890 à 1932, il travaille comme professeur de patrologie et d'archéologie chrétienne à l'Université de Fribourg. Il est recteur de l'université de 1898 à 1899.
De 1925 à sa mort, il dirige en outre l'Institut pontifical d'archéologie chrétienne.

## Publications
- (de) Johann Peter Kirsch, Die christlichen Cultusgebäude im Alterthum, Köln, Bachem, 1893, 96 p..
- (de) Johann Peter Kirsch, Die päpstlichen Kollektorien in Deutschland während des XIV. Jahrhunderts, Paderborn, Schöningh, 1894, 562 p..
- (de) Johann Peter Kirsch, Die Finanzverwaltung des Kardinalkollegiums im XIII. und XIV. Jahrhundert, Münster, Schöningh, 1895, 138 p. (lire en ligne).
- (de) Johann Peter Kirsch, Die Acclamationen und Gebete der altchristlichen Grabschriften, Köln, Bachem, 1897, 78 p..
- (de) Johann Peter Kirsch, Die christliche Epigraphik und ihre Bedeutung für die kirchengeschichtliche Forschung : Rede beim Antritt des Rektorates der Universität Freiburg, Schweiz, gehalten am 15. November 1898, Fribourg, Buchdruckerei des Werkes vom heiligen Paulus, 1898, 37 p..
- (de) Johann Peter Kirsch, Die Lehre von der Gemeinschaft der Heiligen im christlichen Alterthum : eine dogmengeschichtliche Studie, Mainz, Kirchheim, 1900, 230 p. (lire en ligne).
- (de) Johann Peter Kirsch, Die heilige Cäcilia in der römischen Kirche des Altertums, Paderborn, Schöningh, 1910, 77 p. (lire en ligne).
- (de) Johann Peter Kirsch, Die römischen Titelkirchen im Altertum, Paderborn, Schöningh, 1918, 224 p..